# إيهاب الأزهري
إيهاب الأزهري (1924 - 1997م)، هو إذاعي وكاتب سيناريو مصري الذي أمضى قرابة 45 عاماً في ميدان العمل الإذاعي . وكان الأزهري قد بدأ مشواره الاذاعي عام 1953م، وذلك بتقديم برامج وأعمال درامية لتبسيط العلوم. ومن أشهر برامجه: «عزيزي المستمع» و «الحذف ممنوع» كما أنه صاحب فكرة برنامج «على الهواء» الذي ظل على خريطة الإذاعة أكثر من 35 عاماً. عمل مديراً لإذاعة السودان، ومديراً لإذاعة الشباب، ووكيلا للوزارة للتخطيط باتحاد الإذاعة والتلفزيون، ووكيلا لوزارة الثقافة للعلاقات الثقافية الخارجية، وله عدة مؤلفات في مجاله.

## من أعماله
كتب مسرحية قاتل زوجة - كتب سيناريوهات للتلفزيون الخوف مركب نقص كتب السيناريو و الحوارالافلام زوجة وخمسة رجال - وفيلم الحياة حلوة - وفيلم موسيقي - وفيلم جاسوسية وحب"